# فيكتور إيرل مارك
فيكتور إيرل مارك (بالإنجليزية: Victor Earl Mark)‏ هو مهندس معماري أمريكي، ولد في 1876، وتوفي في 1948.